# Liste der Monuments historiques in Plouharnel
Die Liste der Monuments historiques in Plouharnel führt die Monuments historiques in der französischen Gemeinde Plouharnel auf.

## Liste der Bauwerke
| Bezeichnung                   | Beschreibung | Standort                         | Kennzeichnung | Schutzstatus | Datum | Bild |
| ----------------------------- | ------------ | -------------------------------- | ------------- | ------------ | ----- | ---- |
| Alignements du Vieux-Moulin   |              | Le Vieux Moulin (Lage)           | PA00091517    | Classé       | 1889  |      |
| Kapelle Notre-Dame-des-Fleurs |              | Rue Notre-Dame-des-Fleurs (Lage) | PA00091519    | Inscrit      | 1925  |      |
| Kapelle Ste-Barbe             |              | Sainte-Barbe (Lage)              | PA00091520    | Inscrit      | 1925  |      |
| Cromlech von Crucuno          |              | Crucuno (Lage)                   | PA00091521    | Classé       | 1889  |      |
| Dolmen von Crucuno            |              | Crucuno (Lage)                   | PA00091522    | Classé       | 1889  |      |
| Dolmen von Cosquer            |              | Cosquer (Lage)                   | PA00091523    | Classé       | 1889  |      |
| Dolmen de Kergavat            |              | Kervagat (Lage)                  | PA00091524    | Classé       | 1889  |      |
| Dolmen von Kergazec           |              | Kergazec (Lage)                  | PA56000071    | Classé       | 1945  |      |
| Dolmen de Mané-Remor          |              | Mané Runmeur (Lage)              | PA00091525    | Classé       | 1889  |      |
| Dolmen von Runesto            |              | Runesto (Lage)                   | PA00091526    | Classé       | 1889  |      |
| Alignement de Sainte-Barbe    |              | Sainte-Barbe (Lage)              | PA00091528    | Classé       | 1923  |      |
| Quadrilatère von Crucuno      |              | Crucuno (Lage)                   | PA00091529    | Classé       | 1889  |      |
| Alignement von Sainte-Barbe   |              | Sainte-Barbe (Lage)              | PA00091518    | Classé       | 1889  |      |
| Dolmen von Rondossec          |              | Rondossec (Lage)                 | PA00091527    | Classé       | 1862  |      |

## Liste der Objekte
- Monuments historiques (Objekte) in Plouharnel in der Base Palissy des französischen Kultusministeriums